# Sahar
Sahar (Afganistan) és el nom figurat per preservar la identitat d'una futbolista afganesa. Va jugar al seu equip de futbol local durant tres anys, abans d'abandonar el país el 2021 quan va retornar el règim dels talibans. Es va exiliar perquè el seu somni és triomfar en el món del futbol. Fou una de les cent dones considerades com les més influents del 2021 per la BBC.